# Milkmaid of the Milky Way
Milkmaid of the Milky Way (с англ. — «Доярка Млечного Пути») — инди-головоломка и графическая приключенческая игра, разработанная независимым норвежским геймдизайнером Маттисом Фолькестадом (Mattis Folkestad) и выпущенная 5 января 2017 года. Сюжет повествует о норвежской доярке по имени Рут, которая попадает в инопланетный космический корабль в попытке вернуть украденных коров.

## Игровой процесс
Milkmaid — приключенческая игра укажи-и-щёлкни. Игрок начинает с того, что должен изучать ферму и её окрестности, сталкиваясь также с различными препятствиями и головоломками. Героиня может ходить и бегать. Простые задачи включают в себя доение коров, ремонт крыши, приготовление сыра, а также спасение потерянной коровы. Полученные в начале игре навыки пригодятся в дальнейшем прохождении игры. В игре время от времени появляются анимированные клипы, раскрывающие важные детали. На второй игровой день в сюжет Milkmaid вводятся научно-фантастические элементы, в частности, вторжение пришельцев на Землю, которые похищают коров Рут. Героиня попадает на крыло корабля, чтобы выяснить, как попасть внутрь.

### Сюжет

Демонстрация прохождения уровня

Действие происходит в Норвегии в 1920-е годы. Главная героиня — доярка Рут, живущая одна вместе со своими коровами в северном фьорде. История в игре начинается с того, что Рут выполняет задания, занимается хозяйством на своей ферме, мечтая о другой жизни после таинственного исчезновения её матери и смерти её отца. Затем над её фермой появляется космический корабль и похищает коров с поля. Рут попадает на крыло корабля и пытается выяснить, как проникнуть внутрь, чтобы спасти своих коров. Дальнейшее развитие сюжета затрагивает межгалактическую вражду с участием злого монарха и других персонажей, таких как оракул и космические коровы.

## Разработка
Разработкой игры занимался Маттис Фолькестад, разработчик из Осло, Норвегия. Обложку к игре нарисовала иллюстратор Натали Фосс. Всего на разработку игры у Маттиса ушло два года. Разработчик сначала работал над игрой в свободное время, а затем полный рабочий день. Маттис заметил, что всегда хотел создать игру о персонаже, живущем в отдалённой, экзотической местности вдали от людей, но также создать научно-фантастическую игру, и объединил две данные идеи. Он также заметил, что Milkmaid — это дань популярным в 90-е годы графическим романам. Маттис сразу же решил, что его героем станет женщина, которой необходимо шагнуть в «неизвестность» и стать центральным персонажем грандиозной истории, не менее увлекательной, чем в приключенческих играх 90-х годов, но созданной уже для новой игровой аудитории. Чтобы достоверно изобразить жизнь в фьорде 1920-х годов, разработчик провёл множество исследований о молочных фермах Норвегии начала XX века. Маттис хотел достоверно передать старомодную обстановку, так как считает данное время самым интересным в истории Европы, а именно когда современные технологии проникали в повседневную жизнь европейцев, однако они по-прежнему придерживались своего традиционного уклада жизни. Таким образом, образ жизни доярки вступал в яркий контраст с космическими кораблями в игре. Саму главную героиню, Рут, Маттиас описывал как «творческую, умную и открытую личность, разрывающуюся между управлением фермой и собственными желаниями и потребностями». Помимо прочего, героиня носит штаны, что непозволительно для женщины той эпохи, однако оправдано тем, что героиня живёт в одиночестве, а значит, может отклоняться от некоторых принятых социальных норм.
Решение написать рифмованные диалоги пришло к разработчику случайно, когда одно из написанных им предложений в диалоге случайно зарифмовалось. Маттиасу понравилась эта идея, но он отказался от неё, сочтя сочинение рифмованных текстов слишком утомительным занятием. Однако позже разработчик понял, что рифмы придавали Milkmaid более аутентичную атмосферу, и принялся за написание рифмованных диалогов.
В начале разработки Маттис занимался сценарием, а затем и игровым процессом. Хотя продолжительность игры составляет всего несколько часов, разработчик признался, что создание графического романа в одиночку — это крайне сложная и трудоёмкая задача, требующая проработки множества сцен, персонажей, музыки, диалогов и прочего. Работа над графическим романом также сопровождается работой над многочисленными ошибками.
Хотя игра выполнена в пиксельном стиле, фоны к игре были вручную нарисованы с использованием пастельной цветовой палитры. Весь текст в игре написан в рифму и доступен на английским, французском и норвежском языках.
Milkmaid изначально была выпущена на мобильных устройствах iOS. В январе 2017 года игра вышла для персональных компьютеров в Steam (для Windows и Mac) и Apple App Store для Mac. Игра также вышла на Android 18 мая 2017 года и на Nintendo Switch 22 августа 2019 года, саундтрек к игре вышел на iTunes.

## Критика
| Сводный рейтинг    | Сводный рейтинг        |
| Агрегатор          | Оценка                 |
| ------------------ | ---------------------- |
| Metacritic         | iOS: 77/100 ПК: 74/100 |
| Иноязычные издания |                        |
| Издание            | Оценка                 |
| AdvGamers          | [ 19 ]                 |
| Pocket Gamer       | [ 20 ]                 |
| Toucharcade        | [ 21 ]                 |

Игра получила в целом положительные оценки со стороны игровых критиков. Средняя оценка версии для ПК составила 74 балла из 100 возможных по версии агрегатора Metacritic, а мобильная версия — 77 баллов.
Критик сайта GameGrin назвал Milkmaid великолепным дебютом и «драгоценным камнем», без труда очаровывающим своим поэтическим повествованием, странным артистизмом и тонким юмором. Представитель сайта Pocket Gamer заметил, что хотя некоторые головоломки в игре могут разочаровать, они не отвлекают игрока от очаровательного повествования и атмосферного приключения. Рецензент сайта GameZebo заметил, что Milkmaid не пытается переизобрести колесо, но делает «замечательную работу по приведению старого колеса в порядок», привнося в него реалии XXI века. Редакция Stuff.tv сравнила сюжет игры с историями Дугласа Адамса, а также лаконичным и современным взглядом на классические игры Lucasfilm. Представитель сайта AppAdvice заметил, что Milkmaid определённо понравится игрокам, раннее опробовавшим такие приключенческие игры, как Sword & Sworcery, Machinarium и Broken Age.
Критик сайта Everyeye.it указал на явную увлечённость создателя игры ретро-играми.
Критики компьютерной версии акцентировали внимание на короткой продолжительности игры. Так, рецензент с сайта Ragequit заметил, что для двухчасового приключения игра достаточно дорого стоит, но одновременно она предлагает достаточно эмоциональную историю. Аналогично критик VideoGamer назвал Milkmaid короткой, но приятной приключенческой головоломкой. Рецензент Adventure Gamer заметил, что создатели Milkmaid преуспели в создании запоминающейся маленькой игры, идеально подходящей для любителей приключений и позволяющей забыться в ней на несколько часов. Более сдержанный отзыв оставил критик сайта CD-Action, заметив, что Milkmaid — не из тех игр, которые стоит рекомендовать играть, но она сойдёт игрокам, любящим традиционные пиксельные point’n’click-игры.